# Lech Poznań
El Lech Poznań (pronunciación en polaco: /lɛx ˈpɔznaj̃/) es un club de fútbol de la ciudad de Poznan, Polonia. El club fue fundado en 1922 y disputa sus partidos como local en el Estadio Municipal de Poznań, que tiene una capacidad para 45 830 espectadores. Actualmente juega en la Ekstraklasa, máxima categoría del fútbol polaco.
El club fue fundado como Lutnia Dębiec y ha estado vinculado históricamente a los Ferrocarriles Estatales Polacos. Es por ello que el club es conocido popularmente como el Kolejorz, que significa "ferroviario" en polaco. Su nombre es una referencia al duque Lech, el fundador de la nación polaca. La era más brillante del Lech fue la década de 1980 y principios de 1990. En total, el equipo ha ganado el campeonato de liga en nueve ocasiones, la Copa de Polonia en cinco y la Supercopa de Polonia en seis, por lo que es uno de los clubes más laureados del fútbol polaco.
Los colores tradicionales del Lech son el azul y el blanco, con camiseta azul, pantalón y medias blancas. El escudo del club ha evolucionado a lo largo de la historia, pero ha reflejado tradicionalmente el nombre del club, «KKS Lech», los colores azul y blanco y la simbología clásica ferroviaria. El Lech es el club de fútbol más popular de la región de la Gran Polonia, de donde procede el Warta Poznań, el rival con quien disputa el derbi de Poznań.

## Historia

### Fundación y primeros años (1922-1945)

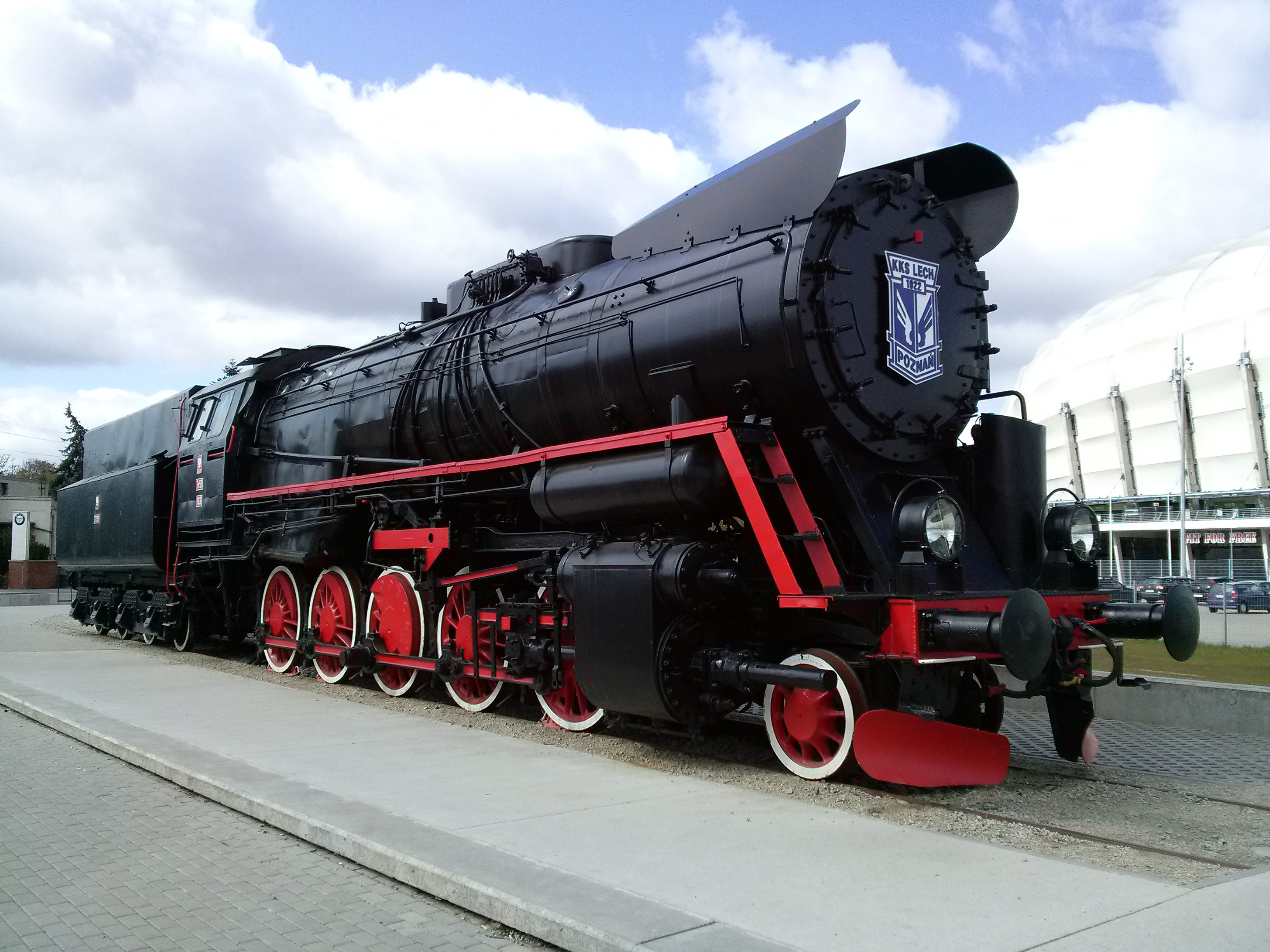
Locomotora junto al estadio que simboliza la fundación del club.

Los orígenes del Lech se remontan a una organización que no estaba directamente vinculada con el deporte: la Asociación Católica de la Juventud. A finales de 1920 unos jóvenes decidieron abandonar la organización y formar su propio equipo de fútbol. El club se registró, probablemente, el 19 de marzo de 1922, fecha que se considera como la fundación oficial del Lech. Poco después, el 4 de agosto, el club fue renombrado Towarzystwo Sportowe Liga Dębiec y en septiembre se hizo con los terrenos para erigir el campo de fútbol en la calle Grzybowa. El 17 de septiembre, el club jugó su primer partido, ante el Sparta Poznań, que acabó con empate a un gol. El club tuvo que empezar en la clase más baja de la liga, que en ese momento era la Clase C.
El club logró el ascenso en 1928 a la Clase B después de cuatro años en Clase C. El ascenso a un grupo de los mejores clubes de la región iba a suceder en 1932, cuando los reglamentos de la Liga permitieron llegar a la Clase A, desde donde los equipos podían ganar la admisión a la Primera División Nacional. Los futbolistas del Dębiec no pudieron lograrlo antes de que estallase la Segunda Guerra Mundial, pero ese período estuvo marcado por otro hito importante en la historia del club. En otoño de 1933 se fundó el Sportowy Kolejowego Przysposobienia Wojskowego Poznań («Club Deportivo del Ferrocarril Militar de Formación de Poznań»), o KPW. En 1945, poco después del final del conflicto, los funcionarios deportivos hicieron del Lech el primer club de la ciudad.

### Descenso a segunda y el «Milagro de Kopa» (1947-1979)
En 1947, la Asociación Polaca de Fútbol, decidió crear la primera división nacional, denominada Ekstraklasa. En un principio el club no fue admitido en la máxima categoría, pero el Kolejorz («el ferroviario», apodo popular del club) presentó una protesta y la PZPN decidió, en una reunión especial, ampliar la Primera división a 14 equipos, incluyendo al KKS (en ese momento denominado Kolejowy Klub Sportowy Poznań) y el Widzew Łódź. Ese fue, precisamente, el primer partido del KKS en Primera división y los de Łódź ganaron 4:3.
El club volvió a cambiar de denominación en enero de 1957, esta vez a Klub Sportowy Lech Poznań y en diciembre a Kolejowy Klub Sportowy Lech Poznań, nombre que, en esencia, será el que perdure a lo largo de la historia del equipo. Ese mismo año resultó en uno de los peores para el club, pues acabó en última posición y descendió a segunda división. El Lech solo consiguió doce puntos en 22 partidos, pese a contar durante ese período con el delantero Teodor Anioła, el máximo goleador histórico del club, con 141 goles y máximo realizador del campeonato polaco en tres ediciones consecutivas (1949-1951). Junto con Edmund Białas y Henryk Czapczyk, Anioła formó el famoso trío conocido como «ABC». Durante ese período, el club logró acabar tercero en la Primera división en dos ocasiones, como mejor resultado, antes de su descenso a segunda división.
El Lech logró volver a primera división en 1961, pero tras dos temporadas con resultados pobres, el equipo azul volvió a descender en 1963. El club, incluso, llegó a descender a tercera división, entonces conocida como División Interprovincial (Liga Międzywojewódzka), en una de las mayores crisis deportivas de la institución. En 1972 regresó a primera división, en la que tuvo que volver a luchar por evitar el descenso cada temporada. El entrenador Jerzy Kopa, que llegó desde el Szombierki Bytom, fue el responsable de revivir de forma espectacular al Lech. Se hizo cargo del equipo en 1976, cuando estaba en la última posición en la tabla. Kopa reunió a los jugadores en un campo de entrenamiento en Błażejewko, salvó al equipo del descenso y doce meses después lo clasificó por primera vez para disputar competición europea al acabar tercero en la liga, a solo dos puntos del campeón, el Wisła Kraków. Por ello, esa transformación en el rendimiento fue conocida como «El Milagro de Błażejewko». Su primera participación en la Copa de la UEFA en 1978-79 fue breve, ya que fue eliminado en primera ronda por el MSV Duisburg.

### Edad dorada del Lech (1980-1993)
La llegada al club del entrenador Wojciech Łazarek en 1980 fue clave para superar el tercer puesto y la participación europea. Ese año el equipo llegó por primera vez a la final de la Copa de Polonia, que perdió 0–5 ante el Legia Varsovia en Częstochowa. Dos años más tarde, el club logró ganar el primer título de su historia, la copa polaca, al derrotar al Pogoń Szczecin 1–0 en Breslavia.

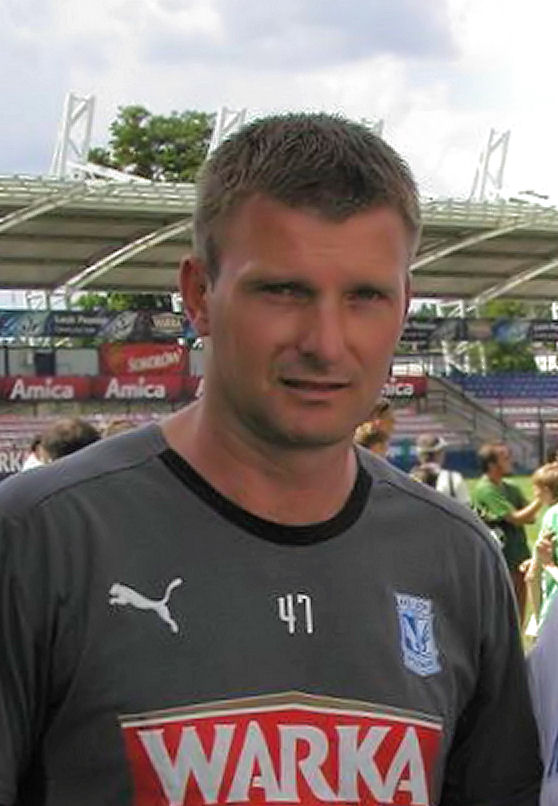
El delantero Andrzej Juskowiak, máximo goleador y campeón de la Ekstraklasa 1990 con 18 goles.

Los campeonatos de liga de 1983 y 1984 pasaron a la historia por ser los dos primeros títulos de liga del Kolejorz y por haber sido conquistados de forma muy ajustada ante el Widzew Łódź. La primera liga fue para el Lech con un punto de ventaja (39) sobre el Widzew (38). Los 15 goles que anotó el máximo goleador del torneo, Mirosław Okoński y la participación de otros jugadores como Krzysztof Pawlak o Józef Adamiec fueron muy importantes para hacerse con su primera liga. Mientras, el campeonato de la temporada siguiente ambos equipos protagonizaron un emocionante torneo y empataron a 42 puntos. El Lech defendió campeonato por su mejor diferencia de goles que el Widzew para romper el empate. Esa temporada fue histórica para el equipo azul, ya que consiguieron su primer doblete al proclamarse campeón de la copa polaca, tras vencer en la final al Wisła Kraków (3–0).
Como campeón polaco, el Lech participó por primera vez en la Copa de Europa, aunque no pudo pasar de la primera ronda en las dos temporadas. En su primera edición fue eliminado por el Athletic Club. En el partido de ida en Polonia, Mariusz Niewiadomski y Mirosław Okoński marcaron los dos primeros goles del Lech en el torneo y el equipo venció 2–0. Sin embargo, el partido de vuelta en San Mamés fue una pesadilla para los polacos y el equipo español se clasificó al vencer 4–0. La temporada siguiente se enfrentó al vigente campeón, el FC Liverpool, que no dio ninguna opción y venció por un global de 5–0.
En 1988, el Lech ganó otra Copa al vencer en la final al Legia en Lodz en la tanda de penaltis. En la segunda ronda de la Recopa de Europa, el Lech se enfrentó al Barcelona, entrenado por Johan Cruyff. Tras acabar los dos partidos en empate a un gol, el Barcelona, a la postre campeón del torneo, solo pudo eliminar al Lech en la tanda de penaltis.
Jerzy Kopa regresó al Lech en 1990 junto a Andrzej Strugarek y el Kolejorz volvió a proclamarse campeón de liga por tercera ocasión. Andrzej Juskowiak fue el máximo goleador del torneo con 18 goles y su equipo acabó con 42 puntos, dos más que el subcampeón, el Zagłębie Lubin. Henryk Apostel, no obstante, fue el entrenador que dirigió al Lech a sus dos nuevos campeonatos en 1992 y 1993. El primero conseguido con autoridad sobre el GKS Katowice, mientras que el segundo nuevamente empatado a puntos con el segundo, el Legia.
En el otoño de 1990, el Lech protagonizó una de las eliminatorias más espectaculares de la última década en la Copa de Europa. En el estadio de la calle Bułgarska el club polaco venció al Olympique Marsella 3–2 en el partido de ida de la segunda ronda. El partido de vuelta en el Stade Vélodrome el conjunto francés goleó al Lech 6–1, en un partido en el que la mayoría de los jugadores polacos se quejaron de una intoxicación alimentaria, entre ellos Dariusz Skrzypczak, uno de los jugadores más importantes y que causó baja para el partido apenas unas horas antes. Desde 1993 el club entró en una importante crisis financiera y tuvo que vender a sus jugadores más importantes para poder continuar en el fútbol profesional.

### Nuevas decepciones y éxitos (1994-presente)
El equipo ferroviario logró mantenerse en la zona media de la tabla y su mejor resultado fue un cuarto puesto en 1990, lo que le permitió disputar la Copa de la UEFA 1999-00, donde eliminó al Liepājas Metalurgs en la ronda previa y fue derrotado por el IFK Göteborg en primera ronda. Sin embargo, apenas unos meses después, en 2000, el Lech fue relegado a segunda división después de 28 años de presencia en la máxima categoría. La primera temporada del Lech en segunda división fue un desastre, ya que estuvo muy cerca de caer a tercera división. Fue solo con un gran esfuerzo que el club se salvó del descenso e incluso ganó el ascenso a la próxima temporada de la primera división.

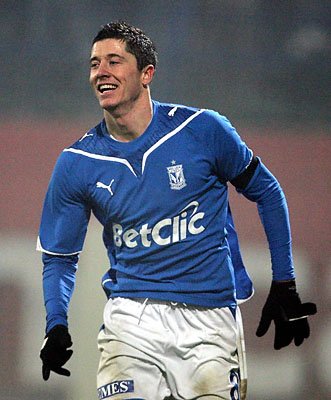
Robert Lewandowski anotó 41 goles en 82 partidos con el Lech Poznań (2008–2010).

En su primer año de la vuelta en la I liga (2002–03) el Lech se centró en asegurar la permanencia. La temporada siguiente comenzó con una dinámica muy negativa para el Kolejorz. Después de cinco jornadas, el club contrató a un nuevo entrenador, Czesław Michniewicz. El inesperado nombramiento del joven entrenador resultó ser un revulsivo, ya que el Lech terminó la temporada en sexta posición. Lo más importante, sin embargo, fue la conquista de una nueva copa polaca al derrotar a su gran rival, el Legia Varsovia, en los dos partidos finales en 2004. Varios días después, los aficionados celebraron en Poznań la victoria del Lech en la Supercopa ante el Wisła Kraków. Aunque las dos próximas temporadas no trajo ningún éxito de esa proporción, el Lech consiguió terminar en la parte superior de la tabla al final cada temporada con el técnico Franciszek Smuda.
Smuda confeccionó un equipo fuerte con la llegada al club de jugadores como Robert Lewandowski, Hernan Rengifo, Semir Štilić, Marcin Zając o Rafał Murawski. En la Ekstraklasa 2008–09, el Lech firmó una gran temporada al acabar en tercer puesto y clasificándose para la UEFA Europa League gracias, en parte, a los 14 goles que anotó Robert Lewandowski. El 19 de mayo de 2009, el Lech se proclamó campeón de copa por quinta vez al vencer al Ruch Chorzów con un solitario gol de Sławomir Peszko en el estadio de Silesia.
La temporada siguiente, Jacek Zieliński sustituyó a Franciszek Smuda (que fue contratado como seleccionador nacional) como técnico del Lech. Con gran parte de los jugadores que lograron el tercer puesto y la copa la temporada anterior, Zieliński consiguió hacer campeón al Lech por sexta vez en su historia en la temporada 2009–10. El delantero Robert Lewandowski volvió a ser una referencia en ataque y fue máximo goleador del campeonato con 18 goles. En su participación en la Liga de Campeones 2010-11 fue eliminado por el Sparta Praga en tercera ronda y ya sin Lewandowski, traspasado al Borussia Dortmund. Una de sus participaciones europeas más exitosas fue en la UEFA Europa League 2010-11, en la que eliminó al Dnipro Dnipropetrovsk para entrar por primera vez en la fase de grupos del torneo. El Lech logró clasificarse como segundo de grupo junto al Manchester City, dejando fuera del torneo al Juventus y FC Salzburg. Sin embargo fue eliminado por el Braga, subcampeón del torneo meses después, en dieciseisavos de final tras vencer en Polonia (1–0) y perder en Portugal (2–0).

## Estadio

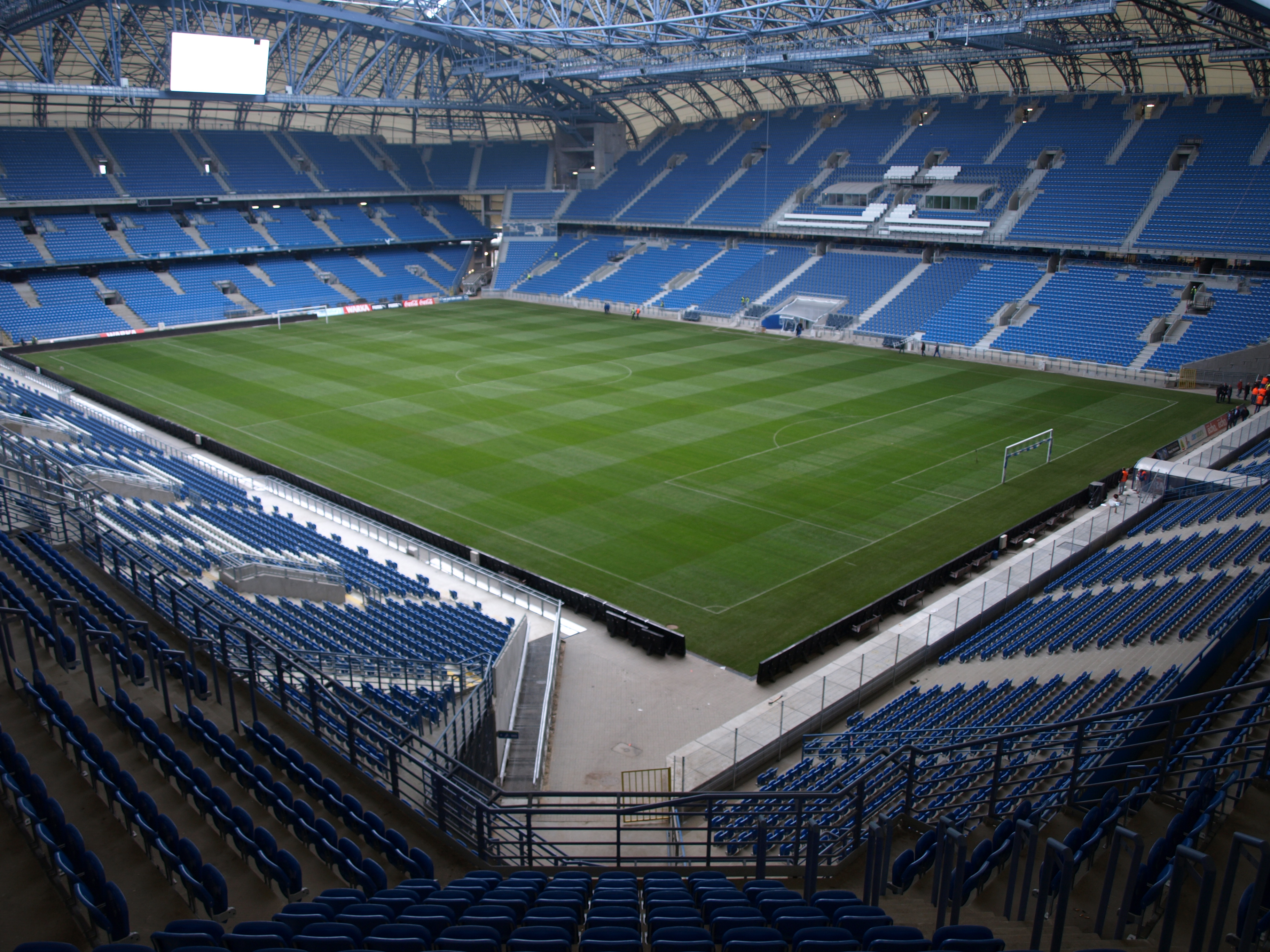
Estadio Municipal de Poznań

El Lech Poznań disputa sus partidos como local en el Stadion Miejski, que fue una de las sedes de la Eurocopa 2012. Tiene una capacidad de 43 269 espectadores, todos sentados. El estadio original fue construido entre 1968 y 1980. Desde su inauguración en agosto de 1980, el Lech Poznań ha hecho del estadio su sede principal. Desde 2010 también es utilizado por el otro equipo de la ciudad, el Warta Poznań. El terreno está situado en la calle Bułgarska, en la parte suroeste de la ciudad (distrito Grunwald).
Entre los años 2003-2010, debido a la Eurocopa 2012, el estadio se sometió a una reconstrucción completa, que incluyó la construcción de cuatro nuevas gradas totalmente cubiertas. Actualmente es el quinto estadio más grande de Polonia (después del Estadio Nacional, el estadio de Silesia, el Municipal de Wroclaw y el PGE Arena Gdansk) y el tercero más grande de la Ekstraklasa (después de los dos últimos). La gran apertura después de la renovación final tuvo lugar el 20 de septiembre de 2010, con el concierto Symphonicity tour de Sting.

## Jugadores

### Plantilla 2025/26
Actualizado el 5 de agosto de 2025.

## Palmarés

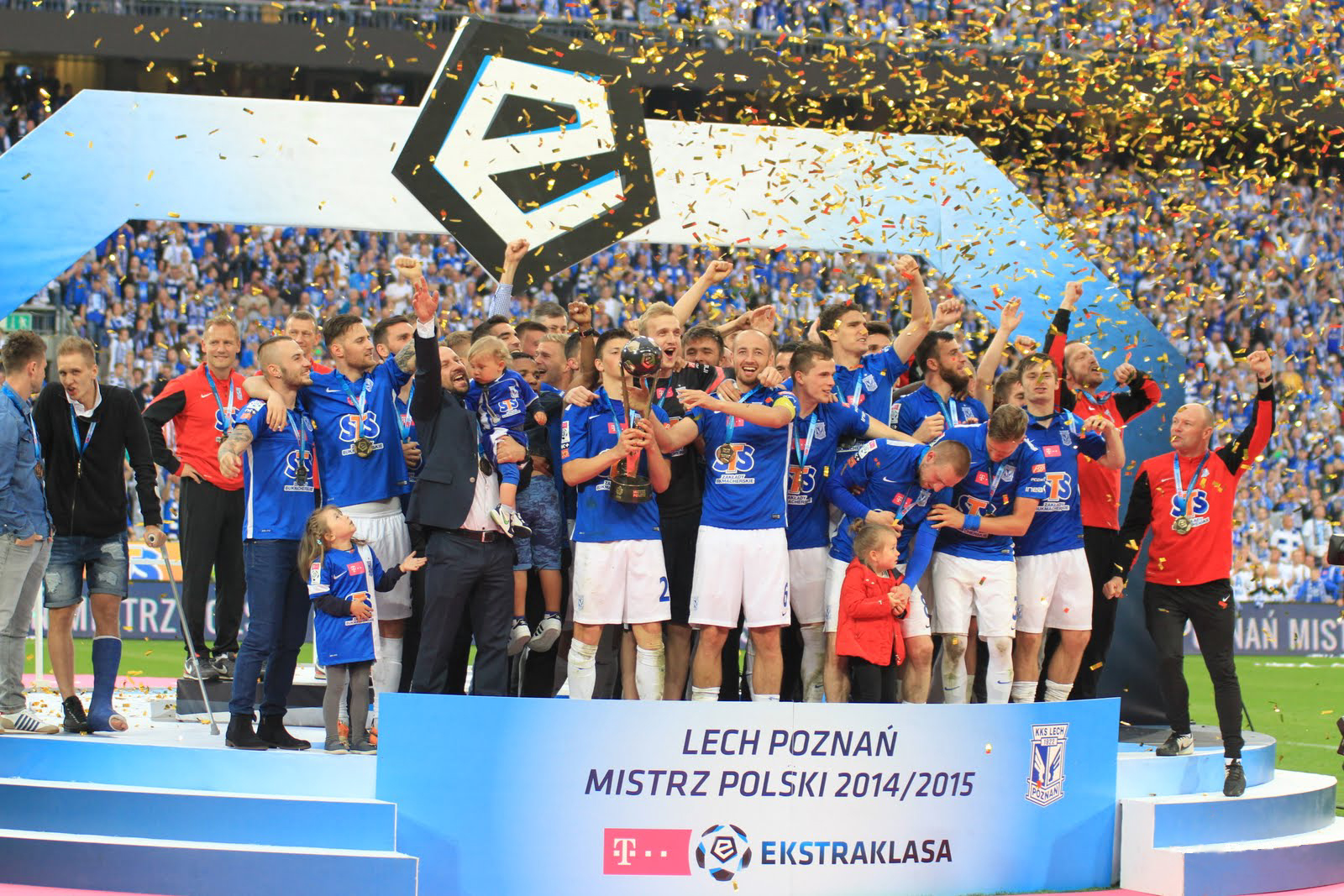
Ekstraklasa 2014/15.

### Torneos nacionales
- Ekstraklasa (9): 1982/83, 1983/84, 1989/90, 1991/92, 1992/93, 2009/10, 2014/15, 2021/22, 2024/25.
- Copa de Polonia (5): 1981/82, 1983/84, 1987/88, 2003/04, 2008/09.
- Supercopa polaca de fútbol (6): 1990, 1992, 2004, 2009, 2015, 2016.

## Participación en competiciones de la UEFA

### Partidos
| Temporada | Torneo                       | Ronda                  | País                | Club                      | Casa | Visita | Global         |
| --------- | ---------------------------- | ---------------------- | ------------------- | ------------------------- | ---- | ------ | -------------- |
| 1978–79   | Copa de la UEFA              | Primera ronda          | Alemania Occidental | MSV Duisburg              | 2–5  | 0–5    | 2–10           |
| 1982–83   | Recopa de Europa             | Primera ronda          | Islandia            | ÍBV                       | 3–0  | 1–0    | 4–0            |
| 1982–83   | Recopa de Europa             | Segunda ronda          | Escocia             | Aberdeen                  | 0–1  | 0–2    | 0–3            |
| 1983–84   | Copa de Europa               | Primera ronda          | España              | Athletic Club             | 2–0  | 0–4    | 2–4            |
| 1984–85   | Copa de Europa               | Primera ronda          | Inglaterra          | Liverpool                 | 0–1  | 0–4    | 0–5            |
| 1985–86   | Copa de la UEFA              | Primera ronda          | Alemania Occidental | Borussia Mönchengladbach  | 0–2  | 1–1    | 1–3            |
| 1988–89   | Recopa de Europa             | Primera ronda          | Albania             | Flamurtari Vlorë          | 1–0  | 3–2    | 4–2            |
| 1988–89   | Recopa de Europa             | Segunda ronda          | España              | Barcelona                 | 1–1  | 1–1    | 2–2 (4–5 pen.) |
| 1990–91   | Copa de Europa               | Primera ronda          | Grecia              | Panathinaikos             | 3–0  | 2–1    | 5–1            |
| 1990–91   | Copa de Europa               | Segunda ronda          | Francia             | Olympique de Marsella     | 3–2  | 1–6    | 4–8            |
| 1992–93   | Liga de Campeones de la UEFA | Primera ronda          | Letonia             | Skonto                    | 2–0  | 0–0    | 2–0            |
| 1992–93   | Liga de Campeones de la UEFA | Segunda ronda          | Suecia              | IFK Göteborg              | 0–3  | 0–1    | 0–4            |
| 1993–94   | Liga de Campeones de la UEFA | Primera ronda          | Israel              | Beitar Jerusalem          | 3–0  | 4–2    | 7–2            |
| 1993–94   | Liga de Campeones de la UEFA | Segunda ronda          | Rusia               | Spartak Moscú             | 1–5  | 1–2    | 2–7            |
| 1999–2000 | Copa de la UEFA              | Clasificatoria         | Letonia             | Liepājas Metalurgs        | 3–1  | 2–3    | 5–4            |
| 1999–2000 | Copa de la UEFA              | Primera ronda          | Suecia              | IFK Göteborg              | 1–2  | 0–0    | 1–2            |
| 2004–05   | Copa de la UEFA              | Clasificatoria 2       | Rusia               | Terek Grozny              | 0–1  | 0–1    | 0–2            |
| 2008–09   | Copa de la UEFA              | Clasificatoria 1       | Azerbaiyán          | Khazar Lankaran           | 4–1  | 1–0    | 5–1            |
| 2008–09   | Copa de la UEFA              | Clasificatoria 2       | Suiza               | Grasshopper               | 6–0  | 0–0    | 6–0            |
| 2008–09   | Copa de la UEFA              | Primera ronda          | Austria             | Austria Viena             | 4–2  | 1–2    | 5–4            |
| 2008–09   | Copa de la UEFA              | Fase de grupos         | Francia             | AS Nancy                  | 2–2  | –      | 3º Lugar       |
| 2008–09   | Copa de la UEFA              | Fase de grupos         | Rusia               | CSKA Moscú                | –    | 1–2    | 3º Lugar       |
| 2008–09   | Copa de la UEFA              | Fase de grupos         | España              | Deportivo de La Coruña    | 1–1  | –      | 3º Lugar       |
| 2008–09   | Copa de la UEFA              | Fase de grupos         | Países Bajos        | Feyenoord Rotterdam       | –    | 1–0    | 3º Lugar       |
| 2008–09   | Copa de la UEFA              | Dieciseisavos de final | Italia              | Udinese                   | 2–2  | 1–2    | 3–4            |
| 2009–10   | Liga Europa de la UEFA       | Clasificatoria 3       | Noruega             | Fredrikstad               | 1–2  | 6–1    | 7–3            |
| 2009–10   | Liga Europa de la UEFA       | Clasificatoria 4       | Bélgica             | Brujas                    | 1–0  | 0–1    | 1–1 (3–4 pen.) |
| 2010–11   | Liga de Campeones de la UEFA | Clasificatoria 2       | Azerbaiyán          | Inter Baku                | 0–1  | 1–0    | 1–1 (9–8 pen.) |
| 2010–11   | Liga de Campeones de la UEFA | Clasificatoria 3       | República Checa     | Sparta Praga              | 0–1  | 0–1    | 0–2            |
| 2010–11   | Liga Europa de la UEFA       | Clasificatoria 4       | Ucrania             | Dnipro Dnipropetrovsk     | 0–0  | 1–0    | 1–0            |
| 2010–11   | Liga Europa de la UEFA       | Fase de grupos         | Italia              | Juventus                  | 1–1  | 3–3    | 2º Lugar       |
| 2010–11   | Liga Europa de la UEFA       | Fase de grupos         | Austria             | Red Bull Salzburgo        | 2–0  | 1–0    | 2º Lugar       |
| 2010–11   | Liga Europa de la UEFA       | Fase de grupos         | Inglaterra          | Manchester City           | 3–1  | 1–3    | 2º Lugar       |
| 2010–11   | Liga Europa de la UEFA       | Dieciseisavos de final | Portugal            | Sporting Braga            | 1–0  | 0–2    | 1–2            |
| 2012–13   | Liga Europa de la UEFA       | Clasificatoria 1       | Kazajistán          | FC Zhetysu                | 2–0  | 1–1    | 3–1            |
| 2012–13   | Liga Europa de la UEFA       | Clasificatoria 2       | Azerbaiyán          | Khazar Lankaran           | 1–0  | 1–1    | 2–1            |
| 2012–13   | Liga Europa de la UEFA       | Clasificatoria 3       | Suecia              | AIK Solna                 | 1–0  | 0–3    | 1–3            |
| 2013–14   | Liga Europa de la UEFA       | Clasificatoria 2       | Finlandia           | FC Honka                  | 2–1  | 3–1    | 5–2            |
| 2013–14   | Liga Europa de la UEFA       | Clasificatoria 3       | Lituania            | Zalgiris                  | 2–1  | 0–1    | 2–2 (v.)       |
| 2014–15   | Liga Europa de la UEFA       | Clasificatoria 2       | Estonia             | JK Nõmme Kalju            | 3–0  | 0–1    | 3–1            |
| 2014–15   | Liga Europa de la UEFA       | Clasificatoria 3       | Islandia            | Stjarnan                  | 0–0  | 0–1    | 0–1            |
| 2015–16   | Liga Europa de la UEFA       | Ronda de play-off      | Hungría             | Videoton                  | 3–0  | 1–0    | 4–0            |
| 2015–16   | Liga Europa de la UEFA       | Fase de grupos         | Suiza               | Basel                     | 0–1  | 0–2    | 3º Lugar       |
| 2015–16   | Liga Europa de la UEFA       | Fase de grupos         | Italia              | Fiorentina                | 0–2  | 2–1    | 3º Lugar       |
| 2015–16   | Liga Europa de la UEFA       | Fase de grupos         | Portugal            | Belenenses                | 0–0  | 0–0    | 3º Lugar       |
| 2017–18   | Liga Europa de la UEFA       | Clasificatoria 1       | Macedonia del Norte | Pelister                  | 4–0  | 3–0    | 7–0            |
| 2017–18   | Liga Europa de la UEFA       | Clasificatoria 2       | Noruega             | Haugesund                 | 2–0  | 2–3    | 4–3            |
| 2017–18   | Liga Europa de la UEFA       | Clasificatoria 3       | Países Bajos        | Utrecht                   | 2–2  | 0–0    | 2–2 (v.)       |
| 2018–19   | Liga Europa de la UEFA       | Clasificatoria 1       | Armenia             | Gandzasar Kapan           | 2–0  | 1–2    | 3–2            |
| 2018–19   | Liga Europa de la UEFA       | Clasificatoria 2       | Bielorrusia         | Shakhtyor Soligorsk       | 3–1  | 1–1    | 4–2 (pró.)     |
| 2018–19   | Liga Europa de la UEFA       | Clasificatoria 3       | Bélgica             | Genk                      | 0–2  | 1–2    | 1–4            |
| 2020–21   | Liga Europa de la UEFA       | Clasificatoria 1       | Letonia             | Valmieras                 | 3–0  | –      | 3–0            |
| 2020–21   | Liga Europa de la UEFA       | Clasificatoria 2       | Suecia              | Hammarby                  | –    | 3–0    | 3–0            |
| 2020–21   | Liga Europa de la UEFA       | Clasificatoria 3       | Chipre              | Apollon Limassol          | –    | 5–0    | 5–0            |
| 2020–21   | Liga Europa de la UEFA       | Ronda de play-off      | Bélgica             | Charleroi                 | –    | 2–1    | 2–1            |
| 2020–21   | Liga Europa de la UEFA       | Fase de grupos         | Portugal            | Benfica                   | 2–4  | 0–4    | 4º Lugar       |
| 2020–21   | Liga Europa de la UEFA       | Fase de grupos         | Escocia             | Rangers                   | 0–2  | 0–1    | 4º Lugar       |
| 2020–21   | Liga Europa de la UEFA       | Fase de grupos         | Bélgica             | Standard Lieja            | 3–1  | 1–1    | 4º Lugar       |
| 2022–23   | Liga de Campeones de la UEFA | Clasificatoria 1       | Azerbaiyán          | Qarabağ                   | 1–0  | 1–5    | 2–5            |
| 2022–23   | Liga Conferencia de la UEFA  | Clasificatoria 2       | Georgia             | Dinamo Batumi             | 5–0  | 1–1    | 6–1            |
| 2022–23   | Liga Conferencia de la UEFA  | Clasificatoria 3       | Islandia            | Víkingur                  | 0–1  | 4–1    | 4–2 (pró.)     |
| 2022–23   | Liga Conferencia de la UEFA  | Ronda de play-off      | Luxemburgo          | F91 Dudelange             | 2–0  | 1–1    | 3–1            |
| 2022–23   | Liga Conferencia de la UEFA  | Fase de grupos         | España              | Villarreal                | 3-0  | 3–4    | 2° Lugar       |
| 2022–23   | Liga Conferencia de la UEFA  | Fase de grupos         | Austria             | Austria Viena             | 4–1  | 1-1    | 2° Lugar       |
| 2022–23   | Liga Conferencia de la UEFA  | Fase de grupos         | Israel              | Hapoel Be'er Sheva        | 0-0  | 1-1    | 2° Lugar       |
| 2022–23   | Liga Conferencia de la UEFA  | Knockout               | Noruega             | FK Bodø/Glimt             | 1-0  | 0-0    | 1-0            |
| 2022–23   | Liga Conferencia de la UEFA  | 1/8                    | Suecia              | Djurgårdens IF            | 2-0  | 3-0    | 5-0            |
| 2022–23   | Liga Conferencia de la UEFA  | 1/4                    | Italia              | ACF Fiorentina            | 1-4  | 3-2    | 4-6            |
| 2023-24   | Liga Conferencia de la UEFA  | Clasificatoria 2       | Lituania            | FK Kauno Žalgiris         | 3-1  | 2-1    | 5-2            |
| 2023-24   | Liga Conferencia de la UEFA  | Clasificatoria 3       | Eslovaquia          | FC Spartak Trnava         | 2-1  | 1-3    | 3-4            |
| 2025-26   | Liga de Campeones de la UEFA | Clasificatoria 2       | Islandia            | Breiðablik UBK            | 7-1  | 1-0    | 8-1            |
| 2025-26   | Liga de Campeones de la UEFA | Clasificatoria 3       | Serbia              | Estrella Roja de Belgrado | 1-3  | 1-1    | 2-4            |
| 2025-26   | Liga Europa de la UEFA       | Ronda de play-off      | Bélgica             | Genk                      |      |        |                |

### Por competición
| Torneo                                            | Part. | PJ  | PG | PE | PP | GF  | GC  |
| ------------------------------------------------- | ----- | --- | -- | -- | -- | --- | --- |
| European Cup / UEFA Champions League              | 8     | 26  | 11 | 1  | 14 | 29  | 43  |
| European Cup Winners' Cup / UEFA Cup Winners' Cup | 2     | 8   | 4  | 2  | 2  | 10  | 7   |
| UEFA Cup / UEFA Europa League                     | 14    | 80  | 33 | 17 | 30 | 116 | 94  |
| UEFA Europa Conference League                     | 2     | 22  | 12 | 6  | 4  | 43  | 23  |
| Intertoto Cup / UEFA Intertoto Cup                | 6     | 30  | 13 | 6  | 11 | 52  | 40  |
| Total                                             | 32    | 166 | 73 | 32 | 61 | 250 | 207 |

Actualizado a la Temporada 2023/24.

## Récords

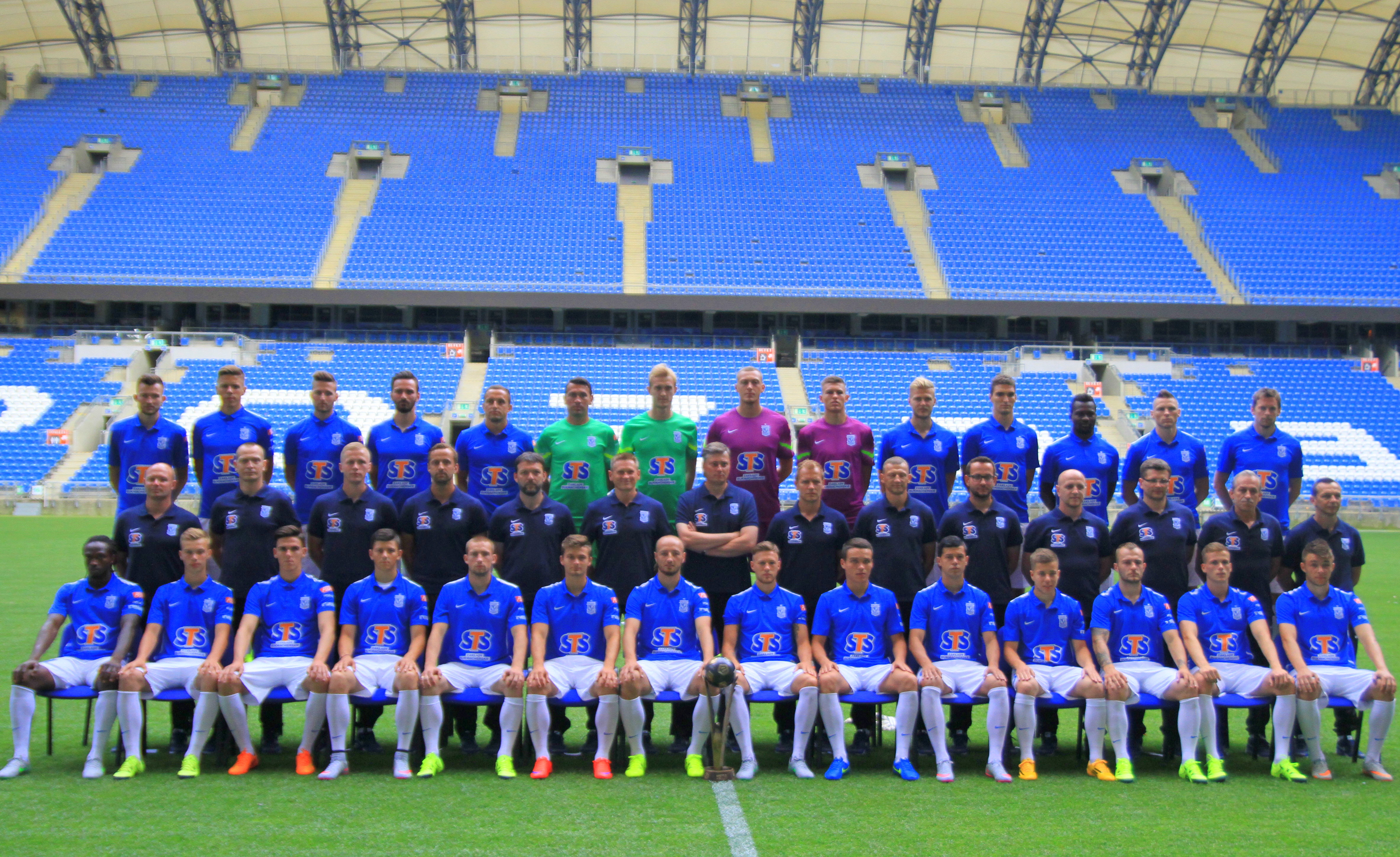
Plantilla del Lech Poznań en 2016.

- Mayor victoria, Ekstraklasa: 11–1 vs. Szombierki Bytom, 27 de agosto de 1950
- Mayor derrota, Ekstraklasa: 0–8 vs. Wisła Kraków, 30 de mayo de 1976
- Mayor asistencia: 65.000 vs. Zawisza Bydgoszcz, 25 de junio de 1972
- Mayor asistencia en el Stadion Miejski: c. 45.000 vs. Widzew Łódź, 8 de abril de 1984
- Myor promedio de asistencia, Ekstraklasa: 45.384 por juego, en la temporada 1972–1973 (13 juegos)
- Más apariciones, Ekstraklasa:  Hieronim Barczak, 367 (1973–1986)
- Más goles, Ekstraklasa:  Teodor Anioła, 141 (1948–1961)
- Más goles en una temporada, Ekstraklasa:  Jerzy Podbrożny, 25 (1992–1993)
- Más apariciones con la selección de su país:  Luis Henríquez, 50 para Panamá

## Entrenadores
- Stanisław Kwiatkowski (1932–36)
- László Marcai (1936–38)
- A. Clement Pawlak (1938–39)
- Franciszek Bródka (1945-46)
- Vančo Kamena (1945–47)
- Franciszek Bródka (1947-48)
- Marcel Demeunyck (1948–49)
- Antoni Böttcher (1949)
- Artur Walter (1950)
- Antoni Böttcher /  Franciszek Bródka
(1950–51)
- Mieczyslaw Balcer (1951–52)
- Artur Woźniak (1953)
- Mieczysław Tarka (1954–57)
- Edmund Białas (1957)
- Vilém Lugr (1957–58)
- Henryk Czapczyk (1959–61)
- Mieczysław Tarka (1961–62)
- Zygfryd Słoma (1962–63)
- Edward Drabski (1963–64)
- Henryk Czapczyk (1964)
- Zygfryd Słoma (1964–65)
- Edmund Białas (1965–66)
- Edward Brzozowski (1966)
- Edmund Białas (1966)
- Mieczysław Tarka (1966–68)
- Edmund Białas (1969–72)
- Mieczysław Chudziak (1972)
- Augustyn Dziwisz (1972–73)
- Janusz Pekowski (1973–75)
- Aleksander Hradecki (1975–76)
- Mieczysław Chudziak /  Edmund Białas
(1976)
- Jerzy Kopa (1976–79)
- Roman Łoś (1978, 1979)
- Wojciech Łazarek (1980–84)
- Leszek Jezierski / Jacek Machciński (1985–86)
- Włodzimierz Jakubowski (1985–86)
- Bronisław Waligóra (1986–87)
- Jerzy Kasalik /  Teodor Napierała
(1987)
- Grzegorz Szerszenowicz (1987–88)
- Henryk Apostel (1988)
- Andrzej Strugarek (1988–89)
- Jerzy Kopa /  Andrzej Strugarek (1989–91)
- Henryk Apostel (1991–93)
- Roman Jakóbczak (1993)
- Jan Stępczak (1993-94)
- Ryszard Matłoka (1994)
- Romuald Szukiełowicz (1994-95)
- Zbigniew Franiak (1995–96)
- Remigiusz Marchlewicz (1996)
- Ryszard Polak (1996–97)
- Remigiusz Marchlewicz (1997)
- Krzysztof Pawlak (1997-98)
- Remigiusz Marchlewicz (1998)
- Jerzy Kopa (1998)
- Remigiusz Marchlewicz (1998)
- Adam Topolski (1998–99)
- Marian Kurowski (1999–00)
- Zbigniew Franiak (2000)
- Wojciech Wąsikiewicz (2000)
- Adolf Pinter (2000)
- Adam Topolski (2000–01)
- Boguslaw Baniak (2001–02)
- Czesław Jakołcewicz (200202)
- Bohumil Páník (2002-03)
- Libor Pala (2003)
- Czesław Michniewicz (2003-06)
- Franciszek Smuda (2006-09)
- Jacek Zieliński (2009-10)
- José Mari Bakero (2010-12)
- Mariusz Rumak (2012-2014)
- Maciej Skorża (2014-2015)
- Jan Urban (2015-2016)
- Nenad Bjelica (2016-2018)
- Ivan Đurđević (2018)
- Adam Nawałka (2018-2019)
- Dariusz Żuraw (2019-2021)
- Maciej Skorża (2021-2022)
- John van den Brom (2022-2023)
- Mariusz Rumak (2023-)